# Евле
Е́вле (швед. Gävle [ˈjɛːvlə]) — город на востоке центральной Швеции, на берегу Ботнического залива Балтийского моря. Население — 93 509 (2009). Центр муниципалитета Евле (92 416 жителей) и лена Евлеборг (275 908 жителей).
Получил городские права от Кристофера Баварского в 1446 году и является самым старым городом в Норрланде.

## История
Название города Евле происходит от шведского слова, означающего «речное русло». Впервые Евле упоминается в 1413 г., однако официально городом он становится лишь в 1446 г.
На протяжении долгих лет город состоял из небольших деревянных зданий, построенных вокруг церкви, дворца губернатора и городского совета.
После пожара 1776 года город был перестроен — проложены прямые улицы, между которыми построены жилые кварталы прямоугольной формы.
В 1869 году произошёл ещё более крупный пожар, в результате которого 8 из 10 тысяч жителей лишились своих домов. Район к югу от реки Евлеан уцелел и сохранился до наших дней — сейчас это район Гамла-Евле.
В этом городе родился американский профсоюзный деятель Джо Хилл.
Согласно новому генеральному плану города были проложены широкие улицы с аллеями посередине — основной идеей такой планировки было предотвращение крупных пожаров в дальнейшем. На бульваре напротив ратуши был основан Евльский театр, оборудованный по последнему слову техники.
В 1970 году в состав города Евле были включены несколько близлежащих муниципалитетов.

### Известные люди
В Евле родился шведский хоккеист Якоб Маркстрём (1990) — вратарь клуба НХЛ «Нью-Джерси Девилз», чемпион мира 2013 года.

## Евльский козёл
В 1966 году Стиг Гавлен предложил построить в центре города фигуру традиционного в Швеции рождественского козла — спутника Юлебукка гигантских размеров. И он был построен — 13 метров в высоту, 7 метров в длину, весом 3 тонны. В новогоднюю полночь его подожгли. С тех пор ежегодное сооружение гигантского козла и попытки хулиганов его сжечь стали своеобразной неофициальной традицией. В 2021 году статуя козла сгорела в тридцатый раз.

## География
Евле находится на берегу Балтийского моря недалеко от впадения в него реки Далэльвен. Средняя температура января −5, июля +17.

## Экономика
Евле считается значимым морским портом с XV века, через городской порт вывозились медь и железо. Позднее с целью вести международную торговлю через Стокгольм, иностранным кораблям было запрещено заходить в порт Евле. В 1787 году Евле получил право свободной и неограниченной торговли. В наши дни экономическое значение морского порта Евле сохраняется.

## Образование
Университет Евле был основан в 1977 году, по данным на 2010 год в нём обучается 13 000 студентов, работает около 750 человек. Преподавательский состав — 430 человек, из которых 30 профессоров. Основные направления обучения — деловое администрирование, педагогика и психология, здравоохранение, социология, общественные науки, математика, компьютерные технологии, строительство.

## Спорт
В Евле играют команды высших дивизионов по футболу — Ефле ИФ и хоккею — Брюнес, а также рестлингу — БК Локе. Евле принимал матчи Чемпионата мира по хоккею 1995 года.

## Города-побратимы
- Ист-Лондон (ЮАР)
- Кельце (Польша)
- Юрмала (Латвия)

## Галерея

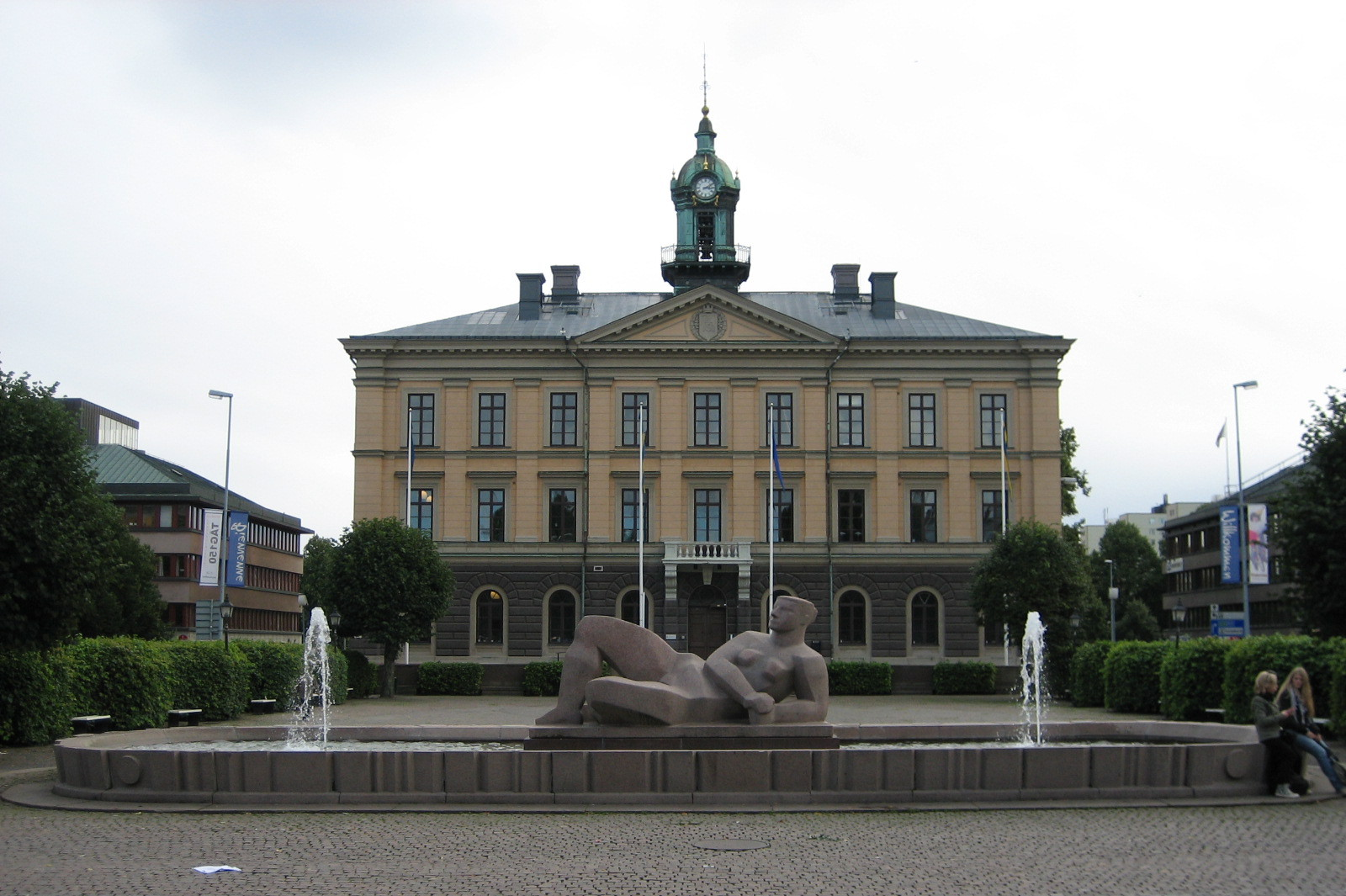
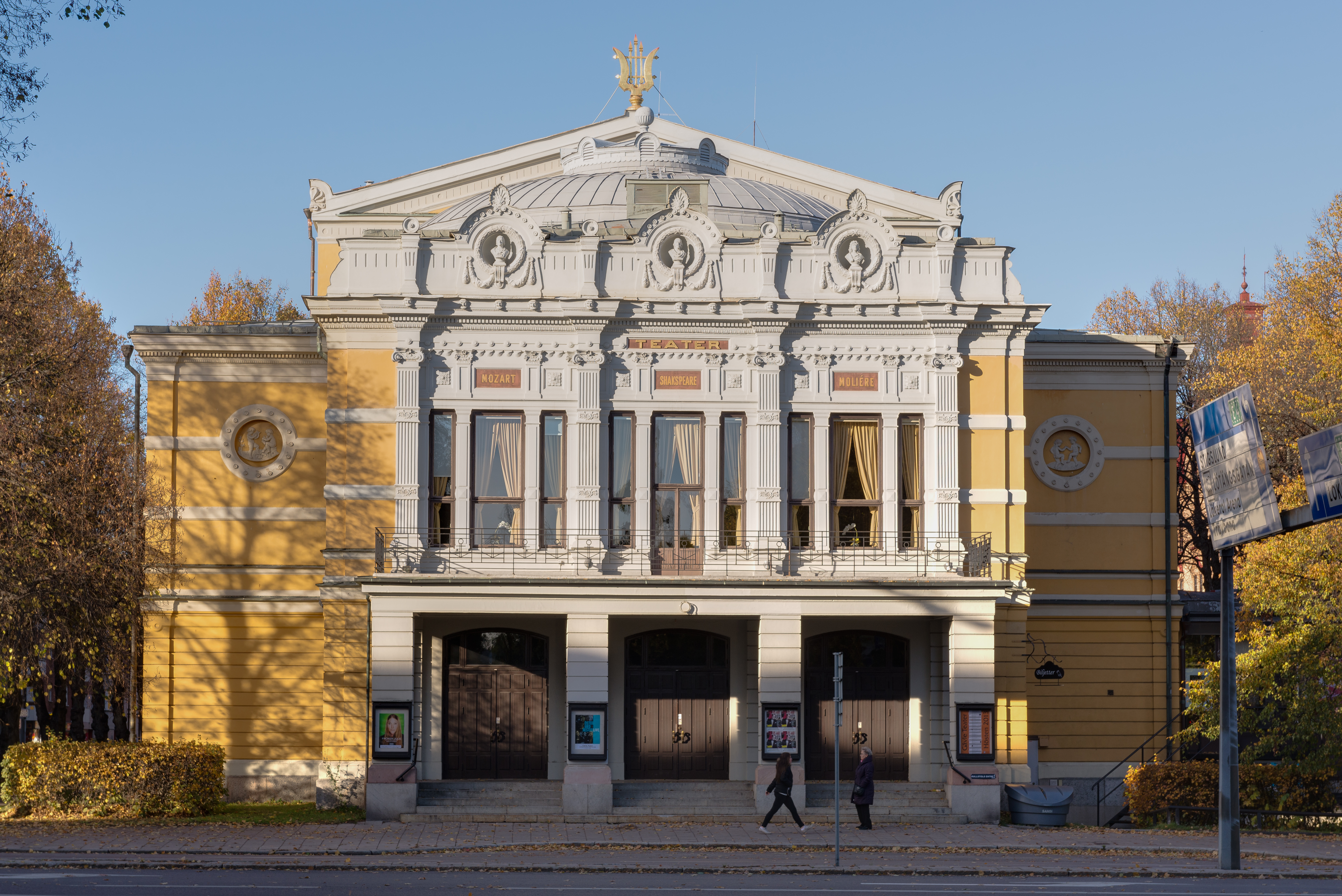
Евльский театр
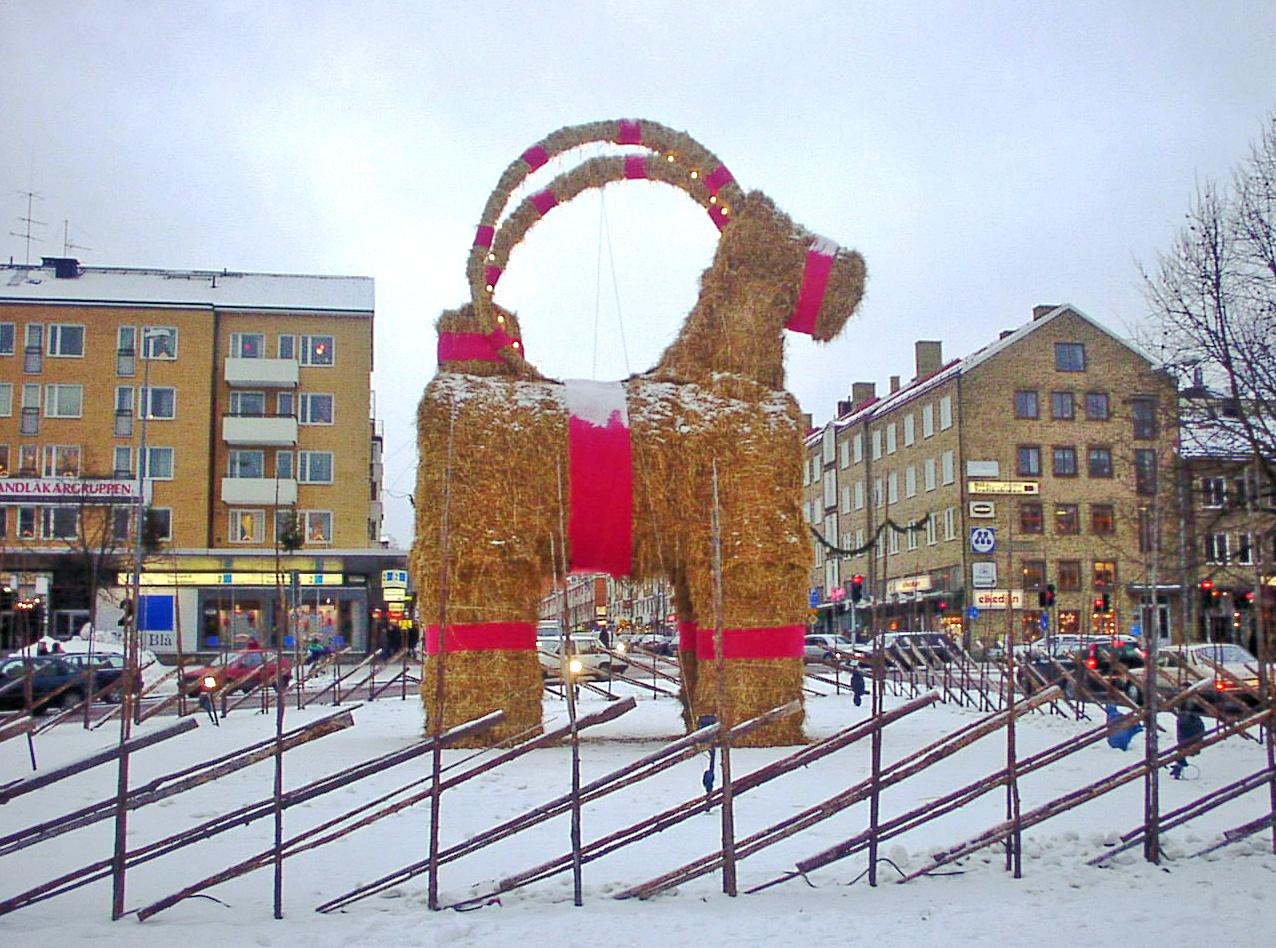
Евльский козёл
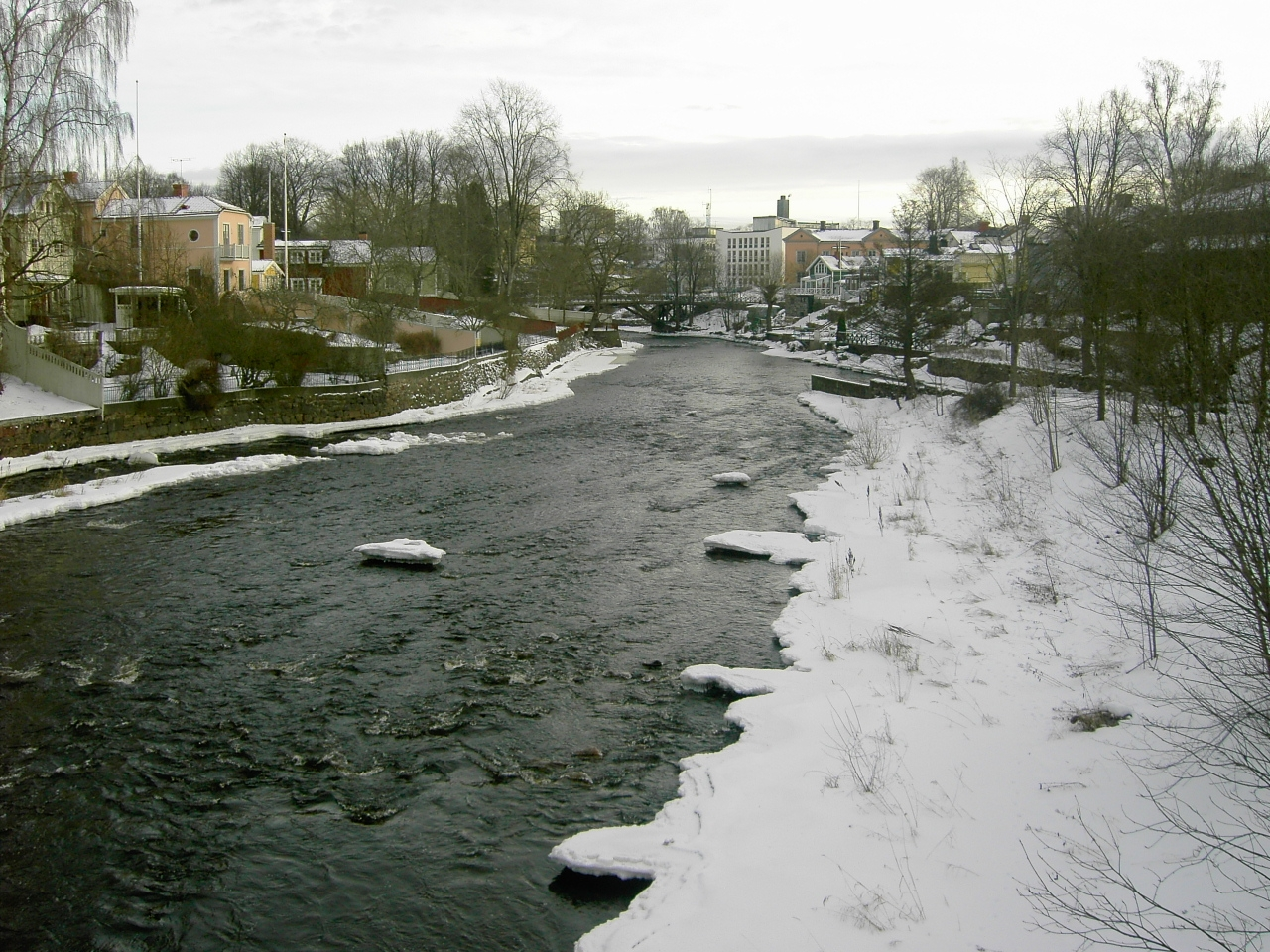
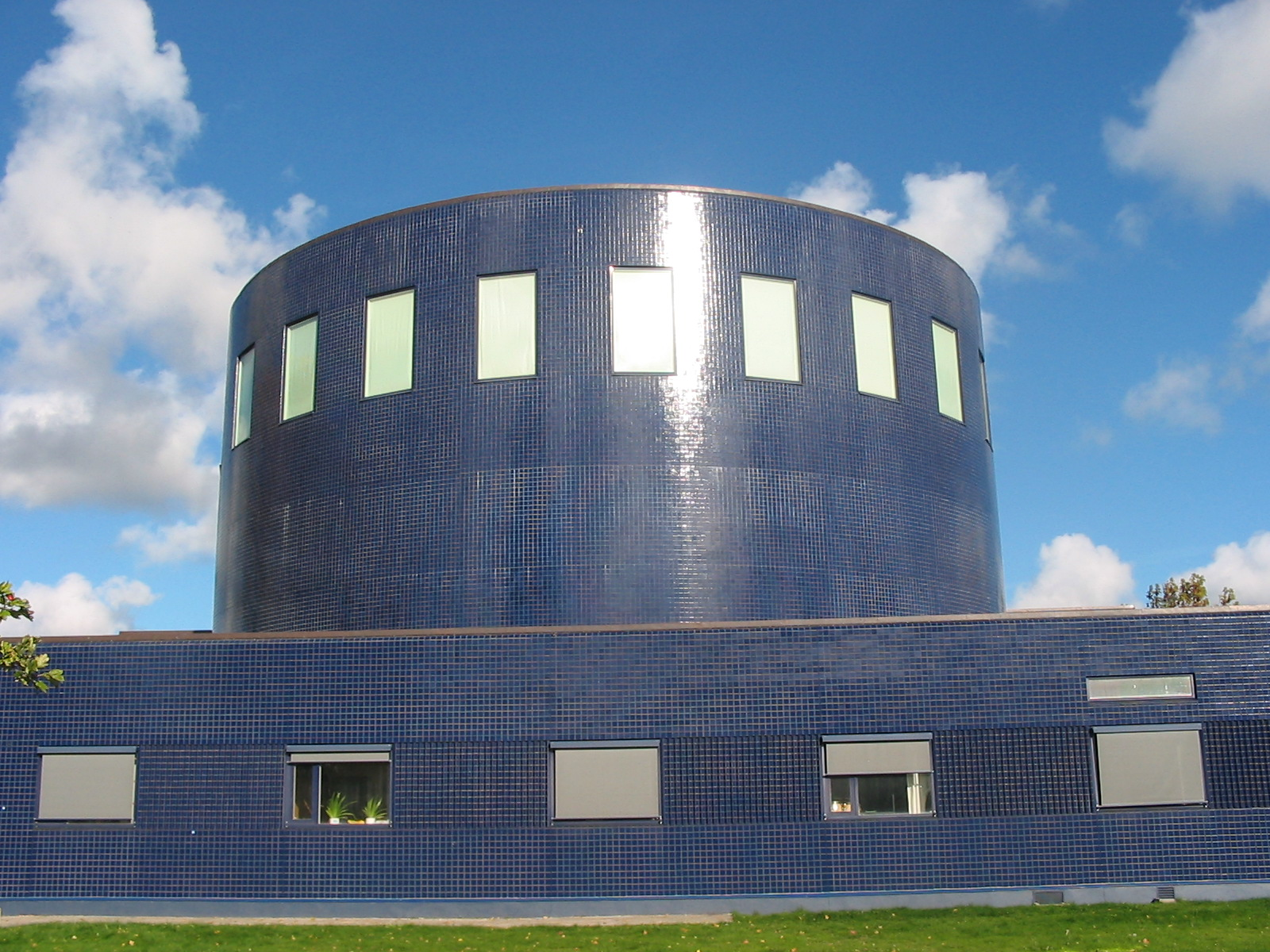